# Pterospoda nigrescens
Pterospoda nigrescens là một loài bướm đêm trong họ Geometridae.

## Hình ảnh

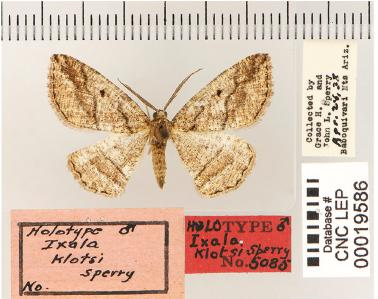
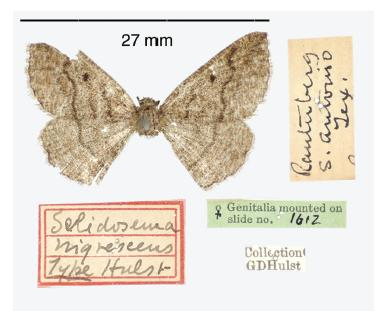
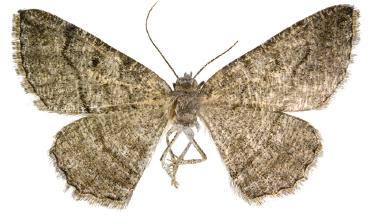
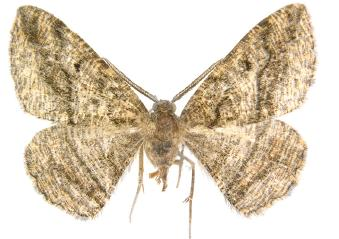